# Jacko McDonagh
Pour les articles homonymes, voir McDonagh.
Jacko McDonagh, né le 26 avril 1962 à Dublin, est un footballeur professionnel irlandais évoluant au poste de défenseur.
Jeune espoir du football irlandais, il commence sa carrière professionnelle avec les Bohemians. Fort d'un titre de meilleur espoir du championnat 1982 il rallie les Shamrock Rovers pendant trois saisons durant lesquelles il récoltera deux titres de champion d'Irlande et une Coupe d'Irlande. Il sera même sélectionné en équipe nationale.
En 1985 il rallie la France et signe au Nîmes Olympique alors en 2e division. 
Il y reste deux saisons puis rentre en Irlande ou il signe à Derry City, club nord-irlandais jouant dans le Championnat d'Irlande.
En 1988 il atterrit en Belgique au KSV Waregem.
International, il totalise 3 sélections avec l'équipe de la république d'Irlande.
Il fait sa première entrée en tant qu'international le 16 novembre 1983 face à Malte comptant pour les éliminatoires du championnat d'Europe de football 1984

## Palmarès
- Avec les Shamrock Rovers :
  - Champion d'Irlande : 1984 et 1985.
  - Vainqueur de la Coupe d'Irlande : 1985

- Avec le Bohemian FC :
  - Meilleur espoir du championnat 1982

## Sources
- (en) Stephen McGarrigle, The Complete who's who of Irish international football : 1945-1996, Edimbourg, Mainstream Publishing, octobre 1996, 237 p. (ISBN 1-85158-894-9), p. 122-123